# Saint-Michel-de-Dèze
Saint-Michel-de-Dèze är en kommun i departementet Lozère i regionen Occitanien i södra Frankrike. Kommunen ligger i kantonen Saint-Germain-de-Calberte som tillhör arrondissementet Florac. År 2022 hade Saint-Michel-de-Dèze 227 invånare.

## Befolkningsutveckling
Antalet invånare i kommunen Saint-Michel-de-Dèze
| Referens: INSEE |